# بروس أ. كارلسون
بروس أ. كارلسون (بالإنجليزية: Bruce A. Carlson)‏ هو ضابط وقسيس أمريكي، ولد في 5 مارس 1949 في هيبينغ في الولايات المتحدة.